# Роздори (село, Синельниківський район)
Роздори́ — село в Україні, в Синельниківському районі Дніпропетровської області. Входить до складу Петропавлівської селищної громади. Населення становить 50 осіб. До 2020 року орган місцевого самоврядування — Лозівська сільська рада.
19 липня 2020 року, в результаті адміністративно-територіальної реформи та ліквідації  Петропавлівського району, село увійшло до складу новоутвореного Синельниківського району.

## Географія
Селом протікає річка Лозова, нижче за течією на відстані 0,5 км розташоване село Лозове.

## Населення
За переписом населення 2001 року.
| Мова       | Кількість | Відсоток |
| ---------- | --------- | -------- |
| українська | 108       | 97,3%    |
| російська  | 3         | 2,7%     |
| Усього     | 111       | 100%     |